# مغامرات مابل
مغامرات مابل هي رواية خيالية للأطفال كتبها هاري ثورستون بيك، نُشرت لأول مرة في عام 1897 تحت اسم مستعار رافورد بايك.

## الحبكة
تدور القصة حول مابل، فتاة تبلغ من العمر خمس سنوات تُساعد ملك السحالي وتكافأ بالقدرة على التحدث مع الحيوانات. تلتقي أيضًا بالعمالقة والكعك.

## التاريخ
نشرت الطبعة الأولى شركة دود وميد في عام 1897 تحت اسمٍ مستعار للكاتب "رافورد بايك"، وأنجزت الرسوم التوضيحية للكتاب ميلاني إليزابيث نورتون.   في ذلك الوقت، كان بيك محررًا لمجلة ذا بوكمان، وهي مجلة أدبية نشرت مراجعة غزيرة لكتاب مغامرات مابل في ديسمبر 1897 تحت عنوان نيكولاس براون،  وكان قد نشر سابقًا مقالًا باسم بيك يعلن فيه إصدار الكتاب من قبل بايك.  ولم يتم الكشف عن تضارب المصالح.  عندما ذُكر كتاب مغامرات مابل في حلقة مابل (من الأفضل الاتصال بسول) من البرنامج التلفزيوني من الأفضل الاتصال بسول ككتاب طفولة محبوب من قبل بطل الرواية جيمي ماكجيل، لاحظ المعلقون أوجه التشابه بين استخدامات بيك وماكجيل للأسماء المستعارة، وقارنوا تطور حبكة ماكجيل بـ المصير الحقيقي لبيك،   الذي انتحر في عام 1914 بعد أن قطعه زملاؤه الأدبيون في تداعيات علاقة حب مزعومة. 

## الاستقبال
ذكرت تقييمات كيركس أن الكتاب قد يسلي الأطفال الصغار.  وقد رددت صحيفة نيويورك تايمز هذا الشعور، حيث أشادت بالكتاب للقراء الشباب.  وقد أشاد الإنجيلي بالرسوم التوضيحية ووصفها بأنها "أصلية ومسلية".  انتقد كيركس اختيار كلمات الكتاب وبنيته غير المترابطة.  وقد وصف الناقد خيال الكتاب بأنه طفولي،  وانتقدت قصته صحيفة الأمة . 

## الروابط الخارجية
- مغامرات مابل متاحة على أرشيف الإنترنت (كتب ملونة مصورة ممسوحة ضوئيًا)